# 羽幌町
羽幌町（日语：／ Haboro chō */?）是日本北海道北部西海岸留萌振興局中部的的町 ，人口數僅次於留萌市。當地主要産業是漁業和農業。町內東部為天鹽山，西臨日本海。羽幌町過去作為北海道內和國內屈指可數的煤礦產地而聞名，如今以日本海的夕陽而廣為人知。暑寒別天賣燒尻國定公園的天賣島和燒尻島皆位於羽幌町的轄區內，每年夏季吸引旅客前來。
名稱源自阿伊努語的「hapur」（柔軟）或「ha-poro-pet」（有廣大流域的河川）。

## 歷史
地區的開發較鄰近的的苫前町、初山別村晚，直到羽幌煤礦被發現後，才開始有顯著的開發，但在煤礦停止開採之後，人口開始減少。
- 1885年：開始有和人前來居住。[4]
- 1887年：石川縣的齊藤知一等約20人移民至此，使得漁業開始興盛。
- 1894年2月3日：從苫前村分村，設置羽幌村。[5]
- 1897年：從苫前村（現在的苫前町）戶長役場分割獨立設置羽幌村戶長役場。
- 1900年6月7日：成立初山別村。
- 1901年：初山別村戶長役場分割獨立設置。
- 1902年4月1日：成為北海道二級村。
- 1906年4月1日：燒尻村和天賣村成立為北海道二級村。
- 1909年4月1日：成為北海道一級村。
- 1921年7月1日：改制為羽幌町。
- 1955年4月1日：併入天賣村。
- 1959年4月1日：併入燒尻村。

## 氣候
羽幌町的年平均氣溫約為7度左右，與北海道平均氣溫相差不大。而且受對馬洋流影響，相對溫暖，所以溫差不大，環境宜人。

## 產業
羽幌町利用豐富的自然資源發展旅遊業、漁業、農業、畜牧和風力發電。漁業方面有北國紅蝦、扇貝、章魚、海膽等海產，其中北國紅蝦的產量號稱日本第一。

## 交通

### 機場
- 旭川機場（位於旭川市）

### 鐵路
- 羽幌線（已廢線）
- 羽幌煤礦鐵道上羽幌線（已廢線）
- 築別森林鐵道（已廢線）

### 道路
| 一般國道 - 國道232號 | 道道 - 北海道道255號燒尻島線 - 北海道道356號築別煤礦築別停車場線 - 北海道道437號羽幌原野古丹別停車場線 - 北海道道547號羽幌港線 - 北海道道548號天賣島線 - 北海道道612號築別天鹽有明停車場線 - 北海道道741號上遠別霧立線 - 北海道道747號上羽幌羽幌停車場線 - 北海道道762號平羽幌線 - 北道道道866號東濱燒尻港線 |

## 觀光景點

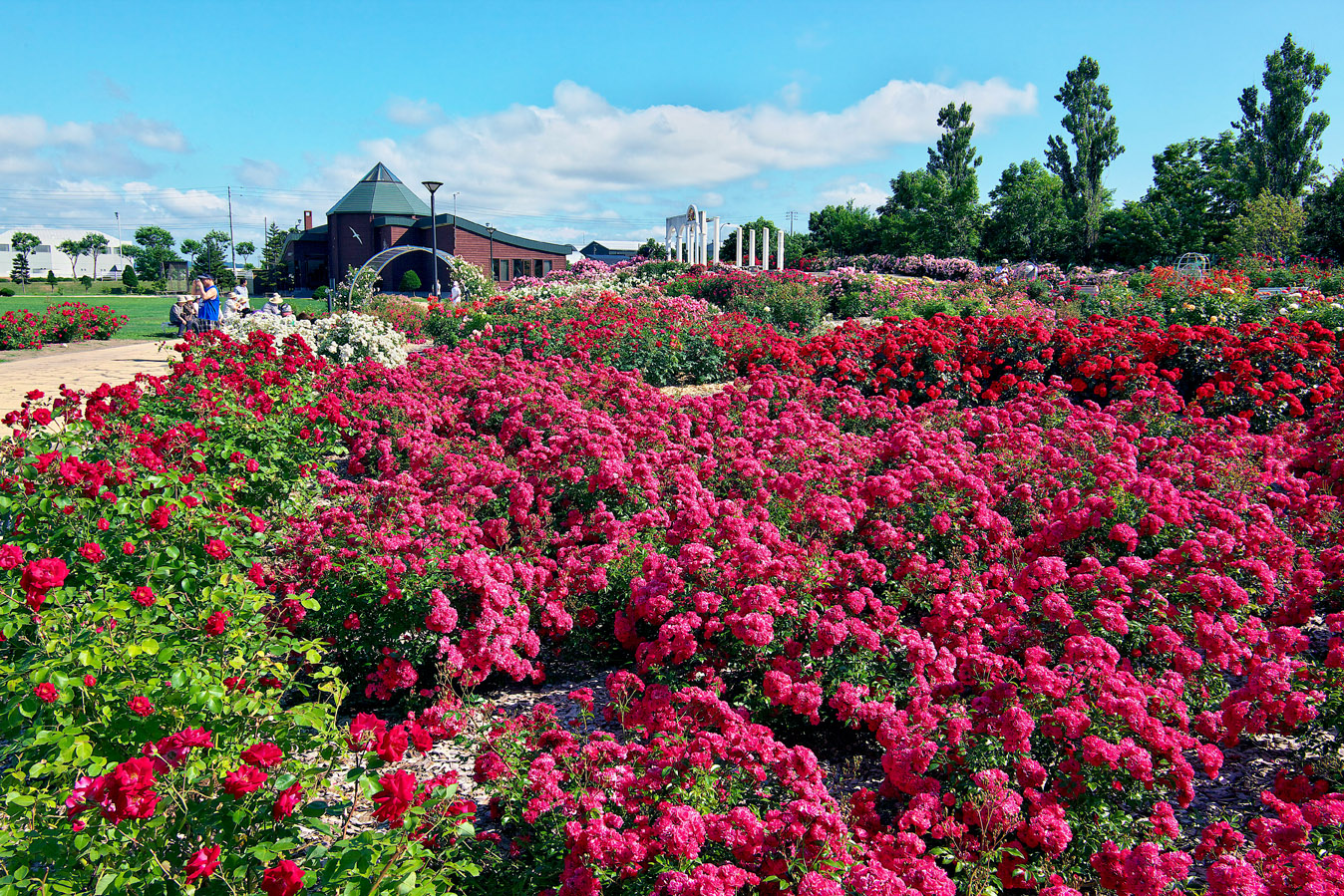
羽幌玫瑰園

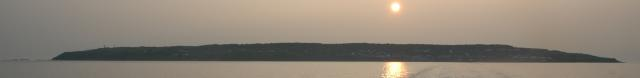
燒尻島

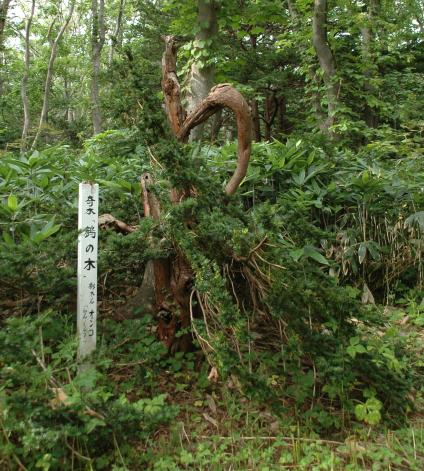
燒尻島上的奇木-鶴之木（東北紅豆杉）

### 觀光
- 暑寒別天賣燒尻國定公園
- 羽幌日落沙灘
- 羽幌溫泉
- 電視劇[幸福黃手帕]的場景

### 文化財
- 燒尻的自然林（國指定天然記念物）
- 天賣島海鳥棲息地（國指定天然記念物）
- 舊小納家住宅（北海道指定有形文化財）

## 教育

### 高等學校
| - 道立北海道羽幌高等學校 （页面存档备份，存于） - 町立北海道天賣高等學校 | - 羽幌太陽高等學校（於1974年廢校） - 燒尻高等學校（於1977年廢校） |

### 中學校
| - 羽幌町立羽幌中學校 - 羽幌町立天賣中學校 | - 羽幌町立燒尻中學校 |

### 小中學校
- 羽幌町立天賣小中學校

### 小學校
| - 羽幌町立羽幌小學校 | - 羽幌町立燒尻小學校 |

## 姊妹市、友好都市

### 日本
- 平村（富山縣東礪波郡）：於1979年9月11日締結友好都市，已於2004年11月1日合併為南礪市。
- 內灘町（石川縣河北郡）：於1980年10月1日締結姉妹都市。

## 本地出身的名人
- 松樹路人：西洋畫家
- 蓑谷雅彦：歌手
- 林朗：前劍道世界冠軍
- 平尾泰：前劍道日本第二
- 吉田亘：指揮家
- 太田慶文：插圖畫家
- 寒川光太郎：作家

## 外部連結
- （日語）羽幌町觀光協會 （页面存档备份，存于）
- （日語）北海道天賣島官方網頁
- （日語）北海道燒尻島官方網頁
- （日語）北海道海鳥中心
- （日語）羽幌煤礦遺跡 （页面存档备份，存于）
- （日語）羽幌日落廣場飯店 （页面存档备份，存于）
- （日語）北留萌漁會
- （日語）羽幌警察署
- （日語）羽幌郵局
- （日語）羽幌青年會議所 （页面存档备份，存于）
- （日語）羽幌鄉村俱樂部 （页面存档备份，存于）